# Taxe télécoms
La taxe télécoms — encore appelée taxe Copé ou TOCE — est une taxe affectant les opérateurs de télécommunications de France — SFR, Orange, Free et Bouygues Telecom —, instaurée en mars 2009, afin de financer France Télévisions après la suppression de la diffusion de publicités en soirée sur les chaînes du groupe.

## Fonctionnement
Elle s'élève à hauteur de 0,9 % du chiffre d'affaires et a rapporté à l'État français 186 millions d'euros en 2009 et 239 millions d'euros en 2010. À la suite de la création de cette taxe, l'État s'engage à verser environ 450 millions d'euros à France Télévisions, afin de compenser la suppression de la diffusion de publicités en soirée sur les chaînes du groupe.
En octobre 2015, les députés votent un amendement qui fait passer cette taxe à 1,3% du chiffre d'affaires.
Cette taxe s'inscrit dans un contexte de sur-fiscalité qui pèse sur le secteur des télécoms français. La Fédération Française des Télécoms et le cabinet Arthur D. Little estiment que les opérateurs français sont soumis à 1,2 milliard d'euros par an de taxes et redevances spécifiques aux télécoms, soit 12,4 % du résultat d'exploitation et 20 % des investissements annuels du secteur.
À partir de 2019, les recettes de cette taxe, légèrement supérieures à 300 millions d'euros, ne sont plus affectées à France Télévisions, mais directement au budget de l'État.

## Légalité
La Fédération française des télécoms a saisi la Commission européenne au sujet de cette taxe ; cette dernière a en retour lancé une procédure d'infraction contre la France, car elle la juge « incompatible avec le droit européen »,. L'État espagnol est également concerné par cette procédure, car il a mis en place une taxe similaire.
La Commission européenne s'appuie, pour juger de l'illégalité de la taxe, sur l'article 12 d'une directive européenne du 7 mars 2002, qui dit que les opérateurs de télécommunications d'un État-membre ne peuvent être taxés que pour financer l'autorité de régulation de ces opérateurs, c'est-à-dire l'autorité de régulation des communications électroniques et des postes (ARCEP) en France. En Italie, l'opérateur Albacom (maintenant intégré dans BT Italie) a obtenu gain de cause dans une procédure similaire en invoquant cette même directive.
La Cour de justice de l'Union européenne juge en juin 2013 légale cette taxe, désavouant ainsi la Commission.